# Zayü
Zayü lub Chayu (tyb. རྫ་ཡུལ་རྫོང་།, Wylie: rdza yul rdzong, ZWPY: Zayü Zong; chiń. upr. 察隅县; pinyin Cháyú Xiàn) – powiat w zachodnich Chinach, w prefekturze miejskiej Nyingchi, w Tybetańskim Regionie Autonomicznym. W 1999 roku powiat liczył 25 822 mieszkańców.